# Pazinska knežija
Pazinska knežija (grofovija) je pravnopolitičko ime za dio Istre koji je od 12. stoljeća nadalje bio dio Istre u sastavu Svetog Rimskog Carstva Njemačke Narodnosti - od 14. stoljeća u onom dijelu tog imperija koji je spadao u nasljedne zemlje kuće Habsburg, koji je s vremenom postaje poznat pod imenom Unutrašnja Austrija.
Temelje joj je postavio Menhard od Schwarzenburga, koji je u XII. stoljeću gospodar središnje Istre. Zahvaljujući rodbinskoj vezi, njegov posjed dolazi u vlast grofova Goričkih. Nakon dijeljenja njihovih posjeda 1365. godine, Albert IV. počinje se titulirati kao pazinski grof. Nakon njegove smrti 1374. godine, pazinska knežija se ustrojava se kao privatni posjed kuće Habsburg. Njemački naziv je Grafschaft Mitterburg (Mitterburg je njemačko ime grada Pazina); mletački izvori koriste talijanski naziv "Contea di Pisino". U Istarskom razvodu, pravnom dokumentu o razgraničenju između lokalnih zajednica u Istri iz 14. stoljeća, nalazimo spomen hrvatskog naziva "Pazinska knežija".    
Vlast kuće Habsburg je u knežiji izvršavao kapetan (u hrvatskim ga se izvorima titulira i kao "kneza"). Sjedište knežije nalazilo se u pazinskom kaštelu, utvrđenom zamku na litici iznad pazinske jame. 
Pazinska knežija se prostirala na širem području središnje Istre oko Pazina, dijelu planinske Ćićarije i primorskim mjestima sjeverno od Plominskog zaljeva pa prema Opatiji, te do Kastva; također dio područja današnje Primorske Slovenije do Trsta.
Epidemija kuge 1510. i 1511. godine nanosi Pazinskoj knežiji teške demografske i ekonomske gubitke. 1532. godine kupuje knežiju obitelj Mosconi. 1535. godine knežija za korist Venecije gubi gospoštije Račicu, Momjan, Završje, Barban-Rakalj, te područja sela Grimalde, Draguća, Vrha, Sovinjaka i dijela područja oko Zamaska. Nakon toga u njenom sastavu ostaju Pazin, Stari Pazin, Tinjan, Kringa, Žminj, Pićan, Gračišće, Lindar, Zarečje, Beram, Trviž, Kašćerga, preostali dio Zamaska, Novaki, Cerovlje, Previš, Črišnjevica, Butonega, Kršikla, Borut, Boljun, Vranja, Brest, Sveti Petar u Šumi, Gologorica, Grdoselo, Paz-Gradinje, Kršan, Tupljak i Škopljak, područja oko Lupoglava, Čepić, Šupnjevica, Jasevnovik i još neka mjesta s južne strane Učke, Lovran i Brseč sa sjeverne strane Učke.
Bilježi se 1570. godine buna podložnika ogorčenih sve težim poreznim pritiskom (porezne/feudalne obveze se u ono doba podmirivalo mahom poljoprivrednim proizvodima, te manualnim radom i radom s radnom stokom); u buni sudjeluje oko 2000 nezadovoljnih podložnika.
Slično neprijateljskom dijelu Istre pod mletačkom vlašću, Pazinska knežija trpi teške ljudske gubitke i štete tijekom tzv. Uskočkog rata 1615. – 1617. godine. Na Pićanštini je 1653. god. izbija znatna seljačka buna (oko 3000 pobunjenika), zbog nezadovoljstva stanovništva vlašću obitelji Flangini (koja je bila iz Venecije, ali je kupila posjed u "nadvojvodskoj zemlji").
Iz vremena austrijsko-mletačke podjele Istre i sukoba austrijskih i mletačkih podanika, austrijskih kraljevaca i mletačkih Benečani datira nastanak istoimenih tamošnjih subetničkih skupina hrvatske narodnosti, te kroz interakciju sa susjednim Bazgonima i Bezjacima.
Nakon što čitava Istra dolazi 1797. godine pod vlast Habsburgovaca, više ne govorimo o Pazinskoj knežiji: od 1848. godine se za šire područje Istre pod vlašću Austrije (koje je obuhvaćalo i primorski dio današnje Slovenije, područje Kastva, te otoke Krk, Cres i Lošinj) bio ustalio naziv "Markgrofovija Istra", u spomen ranosrednjovjekovne Istarske marke.

## Vanjske poveznice
- Istrapedia: Pazinska knežija